# Övre Åträsket
Övre Åträsket är en sjö i Bodens kommun i Norrbotten och ingår i Råneälvens huvudavrinningsområde. Sjön har en area på 0,471 kvadratkilometer och ligger 123 meter över havet. Sjön avvattnas av vattendraget Abramsån (Djupsjöån).

## Delavrinningsområde
Övre Åträsket ingår i det delavrinningsområde (735123-175615) som SMHI kallar för Ovan Flåsjöbäcken. Medelhöjden är 157 meter över havet och ytan är 10,53 kvadratkilometer. Räknas de 6 avrinningsområdena uppströms in blir den ackumulerade arean 127,13 kvadratkilometer. Abramsån (Djupsjöån) som avvattnar avrinningsområdet har biflödesordning 2, vilket innebär att vattnet flödar genom totalt 2 vattendrag innan det når havet efter 59 kilometer. Avrinningsområdet består mestadels av skog (86 procent). Avrinningsområdet har 0,47 kvadratkilometer vattenytor vilket ger det en sjöprocent på 4,5 procent.